# Канада на Зимским олимпијским играма 1984.
Канада је учествовала на четрнаестим по реду Зимским олимпијским играма одржаним 1984. године у Срајеву, Југославија. То су биле четрнаесте Зимске олимпијске игре на којима су учествовали канадски спортисти.
На претходним Олимпијским играма, канадски такмичар, Гаетан Буше је био у сенци американца Ерика Хајдена, али овога пута канадски спортиста се побринуо да остави трага у историји игара. У финалу трке у брзом клизању на 1000 метара Буше је за ривала имао Сергеја Хлебникова којег је успео да претекне за 8 десетинки и освоји злато. Слично се десило и у финалу трке на 1500 метара када је Буше за собом оставио Хлебникова за пола секунде и опет освоји златну медаљу. У трећој трци игара на 500 метара Буше је освојио бронзану медаљу 2 десетинке иза Сергеја Фокичева, освајача златне медаље. Са укупно шетири медаље Буше је постао канађанин са највише освојених медаља на Зимским олимпијским играма до тада.
У уметничком клизању Брајан Орсер је освојио сребрну медаљу и тиме постао најбоље пласирани канадски уметнички клизач до тада.
Канадска хокејашка репрезентација предвођена будућим професионалцима Дејв Гагнером, Патом Флетлијем, Расом Кортналом, Кирк Милером, Џејмсом Патриком, Дагом Лидстером и Кевином Диненом није успела да уради ништа боље од, за Канаду разочаравајућег, четвртог места. Канада је остварила победе у првих четири утакмица турнира, док је у петој утакмици изгубила са 4:0 од селекције Чехословачке. У утакмицама за медаље Канада је наставила са поразима и изгубила наредне две. Прво је изгубила од Совјетског Савеза са 4:0 па од Шведске са 2:0 чиме је завршила на четвртом месту.

### Освојене медаље на ЗОИ
| Освојене медаље канадских спортиста на ЗОИ 1984. |                               |       |        |        |        |
| Спортиста                                        | Спорт                         | Злато | Сребро | Бронза | Укупно |
| Гаетан Буше                                      | Брзо клизање на 1000m — мушки | 1     | 0      | 0      | 1      |
| Гаетан Буше                                      | Брзо клизање на 1500m — мушки | 1     | 0      | 0      | 1      |
| Брајан Орсер                                     | Уметничко клизање — мушки     | 0     | 1      | 0      | 1      |
| Гаетан Буше                                      | Брзо клизање на 500m — мушки  | 0     | 0      | 1      | 1      |
| Укупно                                           | 2                             | 2     | 1      | 1      | 4      |